# Hors-série Pour la science
Hors-série Pour la science est un magazine trimestriel thématique rassemblant des articles parus dans le mensuel Pour la science et des articles originaux sur un sujet précis, par exemple Gaulois, qui étais-tu, De quoi est fait l'Univers ou Où est née la vie ?.
Le magazine a été lancé en 1994.
Jusqu'au numéro 95 de mai 2017, le magazine était intitulé Dossier Pour la science.